# Milhac-d'Auberoche

Milhac-d'Auberoche este o comună în departamentul Dordogne din sud-vestul Franței. În 2009 avea o populație de 546 de locuitori.

## Evoluția populației
| An        | 1975 | 1982 | 1990 | 1999 | 2006 | 2009 |
| --------- | ---- | ---- | ---- | ---- | ---- | ---- |
| Populație | 419  | 427  | 452  | 440  | 504  | 546  |